# Comté de Marion (Oregon)
Pour les articles homonymes, voir Comté de Marion.
Le comté de Marion (anglais : Marion County) est un des 36 comtés de l'État de l'Oregon aux États-Unis.

## Géographie
Le comté de Marion est situé dans le nord-ouest de l'État de l'Oregon, au centre de la vallée de la Willamette. Il s'étend de la rivière Willamette et de la Butte Creek, au nord, à la rivière Santiam et à la fourche nord de celle-ci, au sud, et des Montagnes de Cascades, à l'est, à la rivière Willamette à l'ouest. Il a une superficie de 3 092 km², dont 3 066 km² de terre ferme, soit 1,23 % de la superficie correspondante de l'État de l'Oregon. Les plans d'eau couvrent 26,0 km2, soit 0,84 % de la superficie du comté.

### Hydrographie
Le principal cours d'eau est le Mill Creek (en), qui traverse les villes d'Aumsville, Stayton, Sublimity et Turner, avant de se jeter dans le Willamette à Salem.

## Administration
À l'heure d'hiver, le comté est dans le fuseau horaire Pacifique (Temps universel coordonné - 8), et dans le fuseau horaire Temps universel coordonné - 7 à l'heure d'été. Le siège du comté est Salem, la capitale de l'État, qui est aussi sa principale ville. Le comté de Marion fait partie de l'aire statistique métropolitaine de Salem. Son code, selon le Standard fédéral de traitement de l'information, est 41047.
Le comté est le siège du troisième district judiciaire de l'Oregon. Le tribunal est à Salem, ainsi que le département des mineurs, avec une annexe à Aumsville. En 2008, les dépenses fédérales, dans le comté, s'élèvent à 1 906 335 € (2 584 703 $), soit 9,4 % des dépenses fédérales dans l'État de l'Oregon.

### Villes incorporées
- Aumsville.
- Aurora.
- Detroit.
- Donald.
- Gates, partiellement dans le comté de Linn.
- Gervais.
- Hubbard.
- Idanha, partiellement dans le comté de Linn.

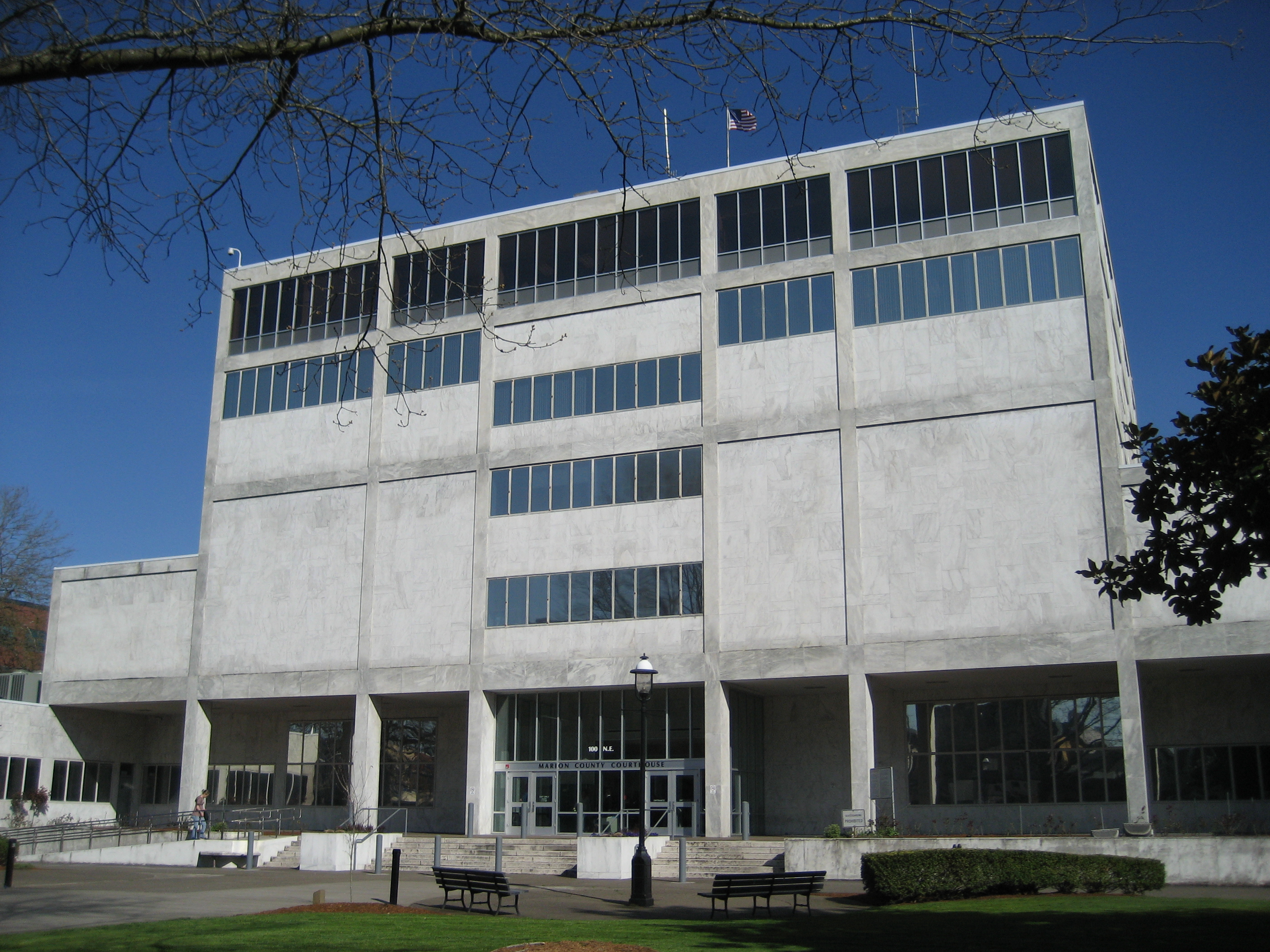
Tribunal du comté de Marion.

- Jefferson.
- Keizer.
- Mount Angel.
- Saint-Paul.
- Salem.
- Scotts Mills.
- Silverton.
- Stayton.
- Sublimity.
- Turner.
- Woodburn.

### Communautés non incorporées et Census designated places
- Breitenbush.
- Brooks.
- Butteville.
- Champoeg (ville-fantôme).
- Four Corners.
- Hayesville.
- Jordan.
- Labish Village.
- Marion.
- Mehama.
- Monitor.
- Parkersville.
- Pratum.
- Saint Benedict.
- Saint Louis.
- Santiam Junction.
- Waconda.
- West Stayton.

### Comtés adjacents
- Comté de Jackson (sud)
- Comté de Douglas (ouest)
- Comté de Yamhill (nord-ouest)
- Comté de Clackamas (nord)
- Comté de Wasco (nord-est)
- Comté de Jefferson (est)

## Démographie
| 1850  | 1860  | 1870  | 1880   | 1890   | 1900   | 1910   | 1920   | 1930   |
| ----- | ----- | ----- | ------ | ------ | ------ | ------ | ------ | ------ |
| 2 749 | 7 088 | 9 965 | 14 576 | 22 934 | 27 713 | 39 780 | 47 187 | 60 541 |

| 1940   | 1950    | 1960    | 1970    | 1980    | 1990    | 2000    | 2005    | 2008    |
| ------ | ------- | ------- | ------- | ------- | ------- | ------- | ------- | ------- |
| 75 246 | 101 401 | 120 888 | 151 309 | 204 692 | 228 483 | 284 834 | 305 265 | 314 606 |

| 2009     | - | - | - | - | - | - | - | - |
| -------- | - | - | - | - | - | - | - | - |
| 317 981, | - | - | - | - | - | - | - | - |

En 2009, le comté de Marion comporte 317 981 habitants, soit 8,3 % de la population de l'État de l'Oregon. Son poids démographique dans l'État n'a pas changé depuis le recensement de 2000. Son taux de croissance annuel, durant la première décennie du XXIe siècle, est de 1,3 %, identique à celui du reste de l'État. Le comté a connu sa plus forte croissance démographique (15,8 % par an) durant la première décennie de son existence.
Lors du recensement de 2000, il y a 284 834 habitants, répartis en 101 461 foyers (7,6 % des foyers de l'Oregon) et 70 437 familles. La densité de population est de 93 habitants par km² (contre 13,8 habitants au km² dans l'ensemble de l'État). 
| Race                    | Comté de Marion - 2000 (%) | Comté de Marion - 2009 (%) | État de l'Oregon - 2009 (%) |
| ----------------------- | -------------------------- | -------------------------- | --------------------------- |
| Blancs                  | 81,62                      | 91,7                       | 89,8                        |
| Noirs (Afro-Américains) | 0,89                       | 1,4                        | 2,0                         |
| Amérindiens             | 1,44                       | 2,1                        | 1,6                         |
| Asiatiques              | 1,75                       | 2,1                        | 3,7                         |
| Insulaires du Pacifique | 0,36                       | 0,5                        | 0,3                         |
| Autres races            | 10,58                      | -                          | -                           |
| Deux races ou plus      | 3,35                       | 2,3                        | 2,6                         |
| Latinos (hispaniques)   | 17,1                       | 23,2                       | 11,2                        |

En 2009, la population comporte 70,3 % de Blancs non Hispaniques (79,6 % pour l'ensemble de l'Oregon). 18,4 % de la population sont d'origine allemande, 9,2 % anglaise, 8,2 % américaine et 7,4 % irlandaise. 12,6 % des habitants du comté sont nés à l'étranger (8,5 % pour l'État de l'Oregon). La langue maternelle est l'anglais pour 80,8 % de la population (87,9 % pour l'ensemble de l'État), l'espagnol pour 14,8 % et le russe pour 1,4 %.

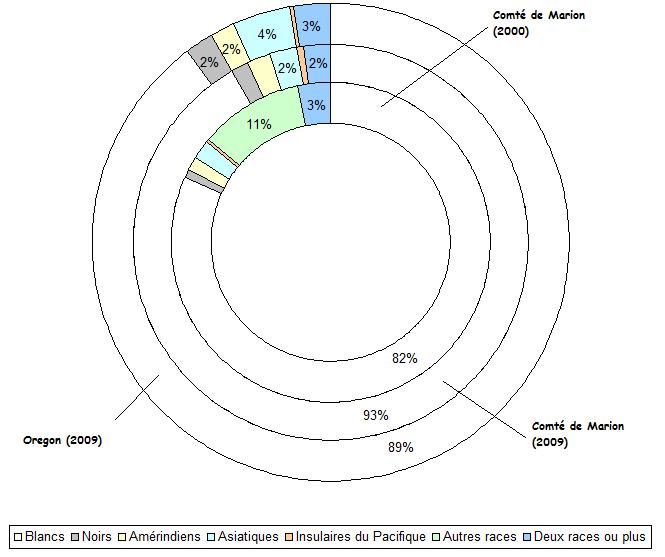
Composition ethnique du comté de Marion et de l'État de l'Oregon.
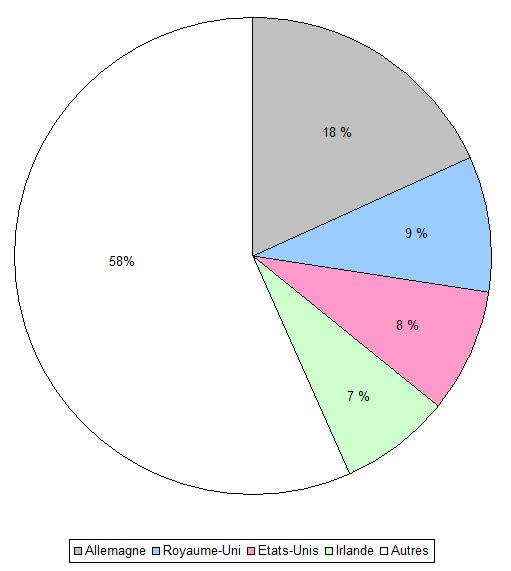
Origine de la population, lors du recensement de 2000.
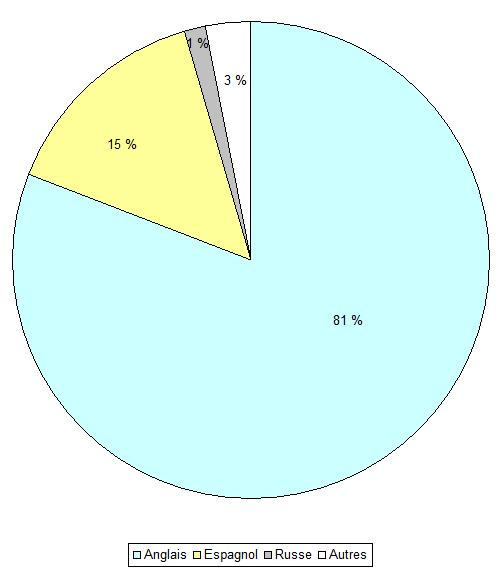
Langue maternelle, lors du recensement de 2000.

Sur les 101 641 foyers, 34,5 % comportent des enfants de moins de 18 ans, 53,7 % sont constitués de couples mariés vivant ensemble, 11,0 % de femmes seules et 30,7 % ne constituent pas des familles. 24,0 % des foyers ne comportent qu'une seule personne, dont 9,5 % de 65 ans ou plus. Un foyer comprend, en moyenne, 2,70 personnes (2,51 pour l'État de l'Oregon) et une famille, en moyenne, 3,19 personnes.

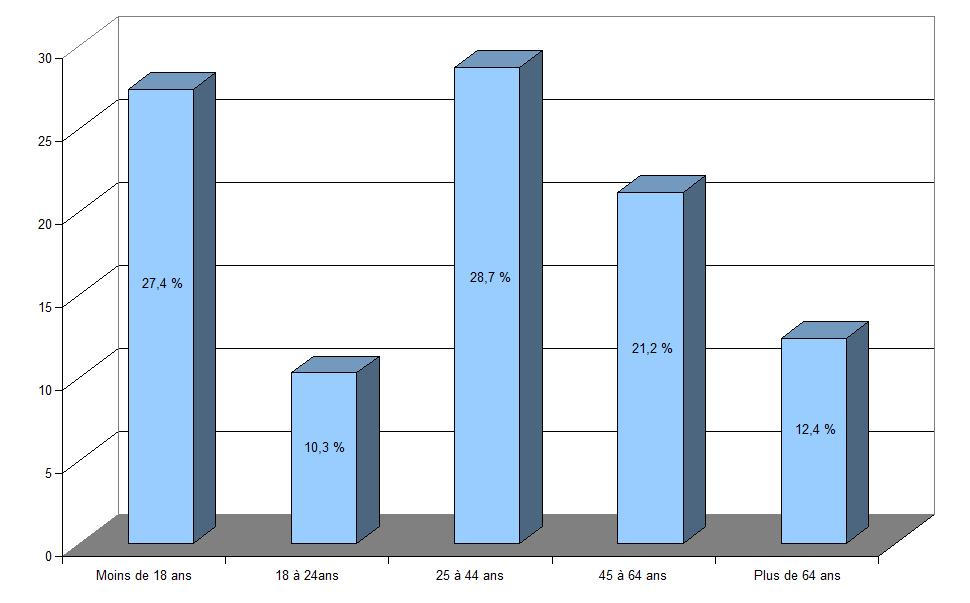
Composition de la population par tranche d'âge, selon le recensement de 2000.

Dans le comté, 27,4 % de la population ont moins de 18 ans, 10,3 % entre 18 et 24 ans, 28,7 % de 25 à 44 ans, 21,2 % de 45 à 64 ans et 12,4 % ont 65 ans ou plus. L'âge moyen est de 34 ans. Il y a 49,7 % de femmes et 50,3 % d'hommes (50,1 % et 49,9 %, respectivement, pour les plus de 17 ans). En 2009, le comté compte 49,3 % de femmes et 50,7 % d'hommes (50,4 % et 49,6 %, respectivement, dans l'ensemble de l'Oregon). Le comté comporte 8,1 % d'habitants de moins de 5 ans (6,2 % pour l'ensemble de l'Oregon), 26,7 % de moins de 18 ans (Oregon : 22,8 %) et 12,2 % de plus de 64 ans (13,5 % pour l'ensemble de l'État).

## Histoire
La première scierie du futur comté de Marion est installée en 1840-1841, sur le Mill Creek, par les membres de la Mission de l'Oregon. En 1842, le missionnaire Jason Lee fonde l'Institut de l'Oregon. Le comté de Marion est créé le 5 juillet 1843. C'est un des quatre districts initiaux du territoire de l'Oregon, avec ceux de Twality (plus tard Washington), Clackamas et Yamhill. Il est initialement appelé district Champooick, d'après Champoeg, un lieu de rencontre sur la rivière Willamette. L'entité s'étend alors au sud jusqu'à la frontière avec la Californie et à l'est jusqu'aux Montagnes Rocheuses. Lors des créations successives des comtés de Wasco, Linn, Polk, etc., sa superficie diminue progressivement. Le bâtiment de trois étages de l'Institut de l'Oregon reçoit ses premiers étudiants en 1844. En 1845, les quatre districts deviennent des comtés.
Le 3 septembre 1849, la législature territoriale le rebaptise comté de Marion, en l'honneur de Francis Marion, un général de l'Armée continentale pendant la Guerre d'indépendance des États-Unis, originaire de Caroline du Sud. Cette même année, Salem en devient le siège. En 1852, la capitale territoriale est transférée d'Oregon City à Salem. Il s'ensuit une controverse qui ne prend fin qu'en 1864, lorsque Salem est confirmée comme capitale de l'État. En 1853, l'Institut de l'Oregon prend le nom d'Université Wallamet (nom primitif pour Willamette). Le tribunal du comté, à Salem, est achevé en 1854. Les limites actuelles du comté de Marion sont définitivement établies en 1856.
1866 voit la création l'école de médecine de l'université Willamette, première en son genre dans le nord-ouest. En 1873, un nouveau tribunal est édifié à l'emplacement du précédent. L'université Willamette ouvre, en 1883, la première école de droit sur la côte nord du Pacifique. En 1941, les prérogatives judiciaires du comté sont transférées à l'État de l'Oregon. Le tribunal est démoli en 1952, bien qu'une campagne ait été entreprpise pour le transformer en musée. Le nouveau tribunal, toujours au même emplacement, est achevé en 1954. En 1961, l'Assemblée législative de l'Oregon autorise la réorganisation d'un tribunal de comté. En 1963, celui-ci est transformé en Bureau des commissaires du comté de Marion. Le 14 décembre 2010, le comté est traversé par une tornade qui touche particulièrement Aumsville.

## Environnement

### Zones protégées nationales
- Refuge national de vie sauvage d'Ankeny.
- Forêt nationale du Mont Hood (partiellement dans le comté).
- Forêt nationale de Willamette (partiellement dans le comté).

## Économie
Lors du recensement de 2000, dans le comté de Marion, le revenu annuel moyen d'un foyer est 29 700 € (40 314 $). En 2008, il est de 35 011 € (47 469 $), inféreiur à la moyenne de l'Oregon, qui s'établit à 37 000 € (50 165 $). Le revenu annuel d'une famille est, en 2000,  de 34 026 € (46 202 $). Le revenu moyen des hommes est de 24 922 € (33 841 $) et celui des femmes de 19 356 € (26 283 $). Dans le comté, en 1999,  le revenu par habitant s'élève à 13 557 € (18 408 $). Lors du recensement de 2000, 9,6 % des familles et 13,5 % de la population sont en dessous du seuil de pauvreté. C'est le cas de 18,1 % des moins de 18 ans et de 7,4 % des plus de 64 ans. En 2008, 15,8 % de la population se situe en dessous du seuil de pauvreté (13,5 % dans l'Oregon).
L'agriculture et les industries alimentaires jouent un rôle important dans l'économie du comté, de même que l'industrie du bois. Le comté de Marion est le premier producteur agricole des comtés de l'Oregon. 43 km² de terres sont plantées de vergers. Le principal employeur est l'administration, notamment dans l'éducation. 38 agences de l'État d'Oregon sont basées dans le comté.
En 2008, le comté comporte 8 057 entreprises non agricoles (7,2 % du total de l'État), employant 102 160 personnes (6,9 % de la main d'œuvre de l'Oregon). La population acttive a augmenté de 1,0 % par an durant la première décennie du XXIe siècle, contre 1,2 % pour l'ensemble de l'État de l'Oregon. En 2002, 1,9 % des entreprises est possédé par des Asiatiques (Oregon : 3,0 %). Les Hispaniques possèdent 3,7 % des entreprises, ce qui est plus important que la moyenne de l'État (2,1 %). Enfin, 26 % des entreprises sont possédés par des femmes (Oregon : 29,5 %).
En 2002, les ventes en gros se montent à 1 274,092 millions d'euros (1 727,477 millions de dollars), soit 3,04 % des ventes de l'État de l'Oregon. Les ventes au détail s'élèvent à 2 201,827 millions d'euros (2 985,346 millions de dollars), représentant 7,88 % de l'activité de l'État. Les ventes au détail par habitant représentent 7 467 € par an (10 124 $), contre 7 933 € (10 756 $) pour l'ensemble de l'Oregon.

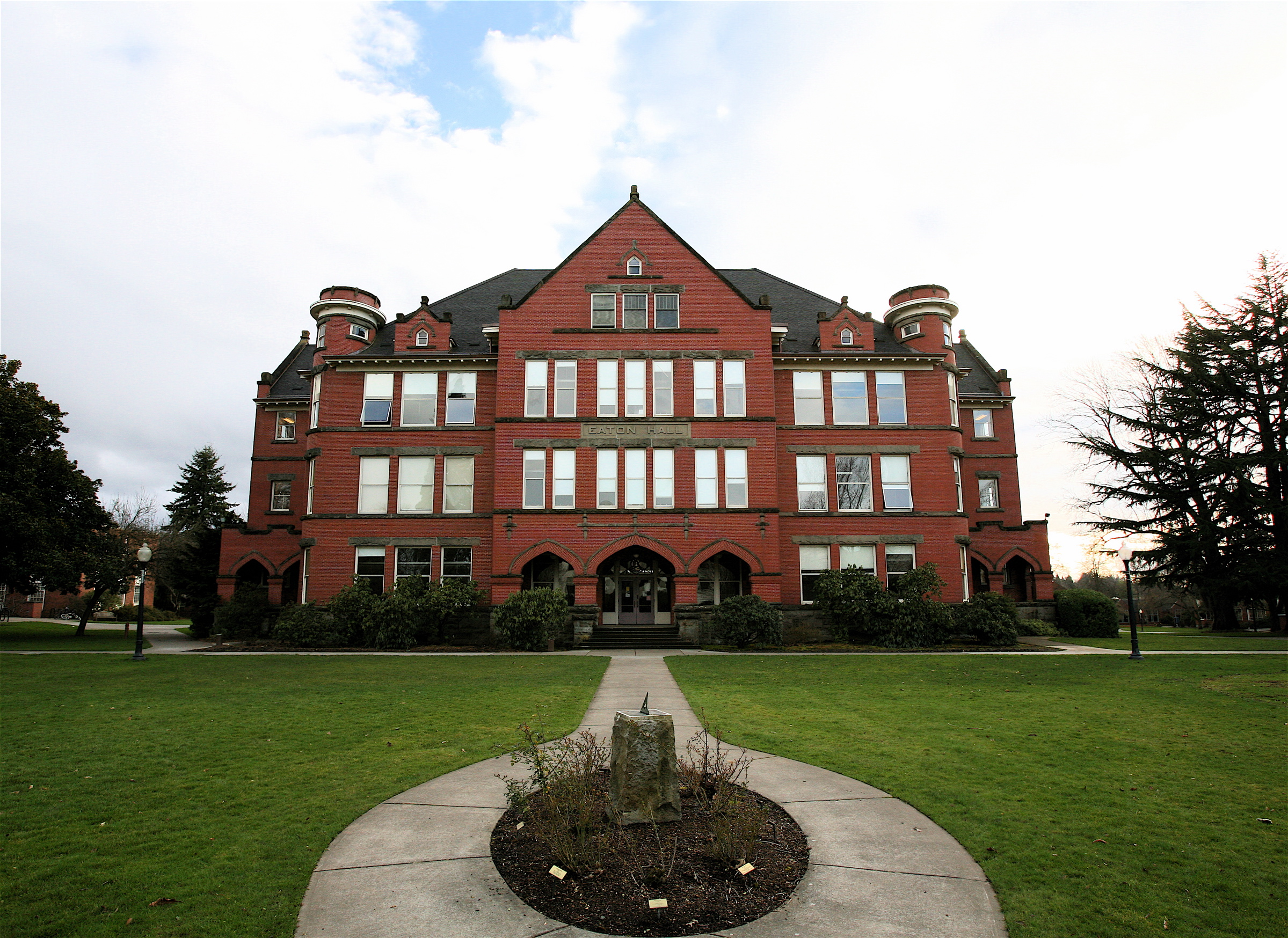
Eaton Hall, sur le campus de l'Université Willamette, à Salem, Oregon.

## Éducation
Lors du recensement de 2000, 79,3 % des habitants du comté de Marion ont fait des études secondaires (85,1 % pour l'ensemble de l'État de l'Oregon). 19,8 % ont fait des études supérieures (25,1 % pour l'Oregon).

### Enseignement secondaire
Le comté abrite le lycée de Salem sud.

### Enseignement supérieur
Le comté de Marion héberge l'Université Willamette, qui est le plus ancien établissement universitaire de l'ouest, le Collège Corban et le Collège communautaire Chemeketa.

## Transports
Les principales routes du comté de Marion sont l'Interstate 5 et la route d'État n° 20. Lors du recensement de 2000, la durée moyenne du trajet domicile-travail est, pour les plus de 16 ans, de 23,5 minutes, comparable à la moyenne de l'État de l'Oregon (22,2 minutes).

## Politique
Le comté de Marion est représenté à l'Assemblée législative de l'Oregon par le démocrate Peter Courtney en 1981, 1983 et de 1989 à 1998. Depuis cette date, ce dernier représente le comté au Sénat de l'Oregon. Le shérif du comté est (2011) Jason Myers.

## Société
Lors du recensement de 2000, le comté de Marion compte 50 328 handicapés de plus de cinq ans, soit 8,5 % de tous les handicapés de l'Oregon.

## Logement
En 2009, le comté de Marion compte 120 950 logements, soit 7,4 % des logements de l'État de l'Oregon. Lors du recensement de 2000, il y a 108 174 logements, soit une densité de 35 logements par km². 62,9 % des habitants sont propriétaires (64,3 % dans l'ensemble de l'État). 23,5 % des logements sont des logements collectifs (23,1 % dans l'Oregon). La valeur moyenne d'une habitation est de 97 800 € (132 600 $), pour une moyenne de 112 200 € (152 100 $) dans l'ensemble de l'État.
En 2009, 715 permis de construire sont délivrés dans le comté (10,2 % du total de l'Oregon).